# دانیچا چورچیچ
دانیچا چورچیچ (صربی: Danica Ćurčić؛ ‏ Даница Ћурчић؛ زادهٔ ۲۷ اوت ۱۹۸۵) بازیگر صربی-دانمارکی است.
از فیلم‌ها یا مجموعه‌های تلویزیونی که وی در آن‌ها نقش داشته‌است، می‌توان به غایب، به‌هوای دزدیدن اسب‌ها، پل و مه اشاره نمود.